# دهستان مروشکان
دهستان مروشکان، یکی از دهستان‌های بخش توجردی شهرستان سرچهان در استان فارس ایران است. مرکز این دهستان، روستای مروشکان است.

## جمعیت
بر پایه سرشماری عمومی نفوس و مسکن در سال ۱۳۹۵، جمعیت دهستان مروشکان برابر با ۳٬۸۸۱ نفر بوده است.